# 施性谋
施性谋（1937年10月—2020年11月22日），男，福建晋江人，中华人民共和国政治人物，曾任福建省石油化工厅厅长，福建省人民政府副省长，福建省人大常委会副主任，第八、十届全国人大代表。